# ウィーン・フィルハーモニー管弦楽団
ウィーン・フィルハーモニー管弦楽団（ウィーン・フィルハーモニーかんげんがくだん、ドイツ語: Wiener Philharmoniker：['vi:nɐ fɪlhar'mo:nikɐ] ヴィーナ・フィルハルモーニカ、英語: Vienna Philharmonic Orchestra）は、オーストリア・ウィーンのウィーン楽友協会大ホール（ムジークフェラインザール）に本拠を置くオーケストラ。正式な略称はドイツ語表記よりWPhであるが、もっと簡単にWPともする。英語表記の頭文字を取ってVPOと表記されることもある。

## 概要

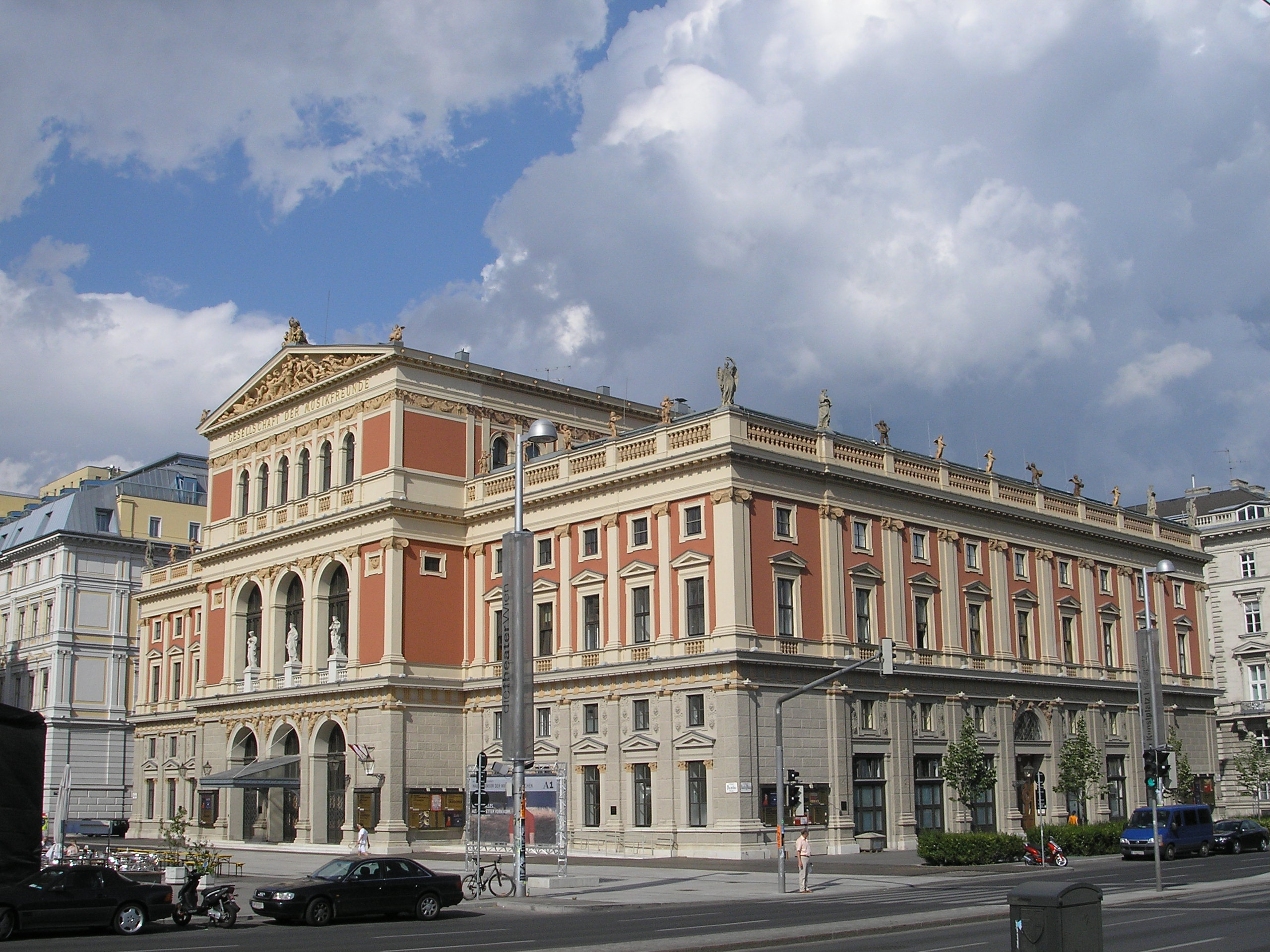
本拠地のウィーン楽友協会

ウィーン国立歌劇場のオーケストラであるウィーン国立歌劇場管弦楽団（6管編成・150名ほど）の団員から選ばれたメンバーによって構成されたオーケストラ（5管編成・120名ほど）である。ウィーン独特の楽器や奏法などを歴代の名手たちが後輩に伝えることで長年受け継がれてきた。大型の編成を求められる曲（マーラーなど）では、国立歌劇場の団員もエキストラとして出演する場合もある。
楽団長もつとめたオットー・シュトラッサーは「ウィーンの伝統的な奏法は確かに存在する」と語ったが、ウィーンの伝統的な奏法とは、ヴァイオリンではヨーゼフ・ベームとヨーゼフ・ヘルメスベルガーによって確立されたもので、その奏法の根本となる精神は代々伝えられてきた。メンバーは代々ウィーンまたはオーストリア出身者で構成されているが、ウィーンがスラヴ、ボヘミア、ドイツ、イタリア系などが共存する人種のるつぼのような都市であることと関係し、ウィーン・フィルの響きの均質性、統一性は決して抽象的なものではなく、教育の継承とその伝統を根底で支えている精神によって形作られている。その精神とは、"音楽を主体性と喜びをもって演奏する"ことであり、それらが一体となって独自の典雅で柔らかな音色がつくられてきた。その独自サウンドの背景には、本拠地であるムジークフェラインザールと国立歌劇場の優れた音響や1960年完成のザルツブルク祝祭大劇場などの柔らかく温かい響きもバックボーンとなっている。
1933年以来、常任指揮者は置いていない。定期演奏会のプログラムは楽団にて自主決定され、その上で、指揮者、独奏者、歌手を楽団が招聘する。責任者である楽団長は選挙で選ばれる。
定期演奏会はあくまでも年間契約者に対しての予約販売であるため、現地でも入手困難である。

## 特色
管打楽器は、ウィンナ・ホルン、ウィンナ・オーボエ、ウィンナ・トランペット、ウィンナ・パウケンなど、ウィーン独自の伝統的なスタイルのものが使われている（近年職人の減少により日本のヤマハがこれらの楽器の開発と製作に携わっている）。弦楽器は、コンサートマスターの一部を除いてオトマール・ラング工房で製作されたものが用いられている。フルトヴェングラーは、かつて自分が監督をしていたウィーン・トーンキュンストラー管弦楽団（現ウィーン交響楽団）でウィーン・フィルの使っている弦楽器を使用してみたが、ウィーン・フィルのような美しい響きを作り出すことはできなかった、と語っている。
気風の異なる指揮者には冷たく接することもあり、ギュンター・ヴァントがウィーン・フィルに「付点音符のリズムが曖昧」だとして「譜面通りきちんと弾くよう」に指示したところ、コンサートマスターのウィリー・ボスコフスキーから「やめなさい。そんなスミをほじくるの僕らは好きじゃない」と言われて拒否されたという。逆に、コンサートマスターのライナー・キュッヒルは「良い指揮者とは私たちの音楽を邪魔しない指揮者のこと」と語ったうえで、「（ウィーン・フィル名誉指揮者の）カール・ベームは天皇様のように怖かったです（無条件に従っていたということ）」と回想している。そのカール・ベームは「ウィーン・フィルは、良くない指揮者をバカにする。そして『あのエロイカのテンポは完全に間違いだ』『それなら我々の方がよく知っている』とみんなで言い始める。ウィーン・フィルでは指揮者がよくないと、全くバラバラになってしまうのです。こんなことはベルリン・フィルでは決して起こりません。ただしウィーン・フィルでは全員にインスピレーションを与えられた時には、本来の姿よりもはるかに偉大なことをやり遂げるのです。およそ考えうる限りの素晴らしいことを実現します」と語っている（1975年に来日した際のNHKインタビュー）。
定期演奏会は楽団にて自主決定されるため、たとえウィーン国立歌劇場の総監督や音楽監督であっても、楽団員から認められなければ指揮者として呼ばれることがない。定期演奏会の指揮回数を見ても、ベームが57回と最高であり、次に多いのはウィーン国立音楽大学出身のアバドやメータである（アバドが41回、メータが29回）。
レコード会社の都合で度々共演していたゲオルク・ショルティも、定期演奏会には8回しか呼ばれることはなかった。
しかし、古楽の演奏法が理論的に浸透するに連れて、当時のピッチやボーイング、ヴィブラート、テンポ、バランスなどの点で指揮者の意見が通る例が増えてきている。現代曲のグリッサンドが必要なティンパニの場合はペダル式のドイツのギュンター・リンガーのものを使用するか、第2奏者が調律ねじを操作する（通常はシングルハンドル式のウィンナ・ティンパニを使用する）。
楽器配置は「対向配置」（第一ヴァイオリンと第二ヴァイオリンが指揮台をはさんで「対になって向き合うように」配置する方法。時計回りに、第1ヴァイオリン、チェロ、ヴィオラ、第2ヴァイオリンの順に配置）であり、打楽器は左手奥へ、コントラバスは金管の後ろ、オーケストラの一番後ろの列で横一列に並ぶのが一般的である。また、弦楽器が指揮者の周りを時計回りに、第1ヴァイオリン、第2ヴァイオリン、チェロ、ヴィオラの順に並ぶ配置をとる場合も多い（ベームやカラヤンが指揮の時など、市販されている多くの演奏録画で確認できる）。しかし、「現代（モダン）配置（弦楽器を第1ヴァイオリン、第2ヴァイオリン、ヴィオラ、チェロ、コントラバスの順に配置）の場合もある（市販されているバーンスタインとの演奏録画で確認できる）。
レパートリーはモーツァルト、ベートーヴェン、シューベルト、ワーグナー、ブルックナー、ヨハン・シュトラウス、ブラームス、リヒャルト・シュトラウスなどいずれもウィーンとゆかりの深いドイツ・オーストリア系の作曲家が中心である。またオーストリア帝国領内であったハンガリーやチェコ、イタリアの音楽などにも優れた資質を示す。更にロシア音楽やフランス音楽の演奏でも一定の評価を得ている。ブラームスやブルックナーの交響曲など、ウィーン・フィルが初演を行ったものも多い。チャイコフスキーのヴァイオリン協奏曲ニ長調 も初演している。
楽器は、楽友協会保管の楽器が貸与される。コンサートマスターには、オーストリア銀行提供のストラディバリウスの「シャコンヌ」が貸与される。
運営には専門事務職員もいるが、チケット販売、コンサートやツアーの企画、スケジュール、指揮者の選定、人事、コンサート記録の保管、予算管理、ポスターやグッズ販売を団員が主体的に自主運営している。

## オーケストラのメンバー
ウィーン・フィルハーモニー協会は自主運営団体であるが、そのメンバーはウィーン・フィルの基盤となるウィーン国立歌劇場管弦楽団の団員としての活動が義務付けられている。
1973年以降は、オーディションに合格した後、まず国立歌劇場の団員として3年の試用期間を経て（その間ウィーン・フィルの演奏にも待機団員として加わる）、正式にウィーン・フィルハーモニー管弦楽団の団員として採用される。
1973年以前は、国立歌劇場管弦楽団の定員よりウィーン・フィルハーモニーの定員のほうが少なく、国立歌劇場管弦楽団入団と同時（ヴィリー・ボスコフスキー、ゲルハルト・ヘッツェル、ライナー・キュッヒル等がその例である）あるいは短期間の後にフィルハーモニー協会に入会を認められた奏者もいる一方で、退職者が出てフィルハーモニーの定員が空くまで数年間待ってようやく入会を認められる奏者もいた（現行と同様、未入会期間中もウィーン・フィルの演奏に待機団員として加わっていた）。特に、国立歌劇場総監督であったヘルベルト・フォン・カラヤンによって国立歌劇場管弦楽団の定員が増員された1964年以降に入団した奏者は、フィルハーモニーの定員に変化がなかったこともあり、フィルハーモニー協会への入会を認められるまで長期間を要する者も多く、規定が変更されて1973年3月1日付で入会を認められるまで8年間かかった奏者もいた。
ウィーン・フィルのメンバーとして25年間活動を続けた奏者は、楽団からウィーン・フィルハーモニー名誉リングを授与される。
65歳定年後は準団員となりオペラやウイーン・フィルの海外公演や定期公演のような忙しい時、ウイーン国立歌劇場管弦楽団、ウイーン・フィルのエキストラとして演奏する。
採用されるのは主にウィーン国立音楽大学の出身者で、先輩団員から直接指導を受けている（多くの団員は演奏活動のかたわらウィーン国立音楽大学で教鞭をとっている）。また、採用される前からエキストラとしてウィーン・フィルの演奏に参加している者が半数以上いる。ウィーン国立音楽大学出身者でなくとも、ゲルハルト・ヘッツェルのように、第1コンサートマスターであったヴォルフガング・シュナイダーハンに直接師事した直弟子で、名誉指揮者のベームの推挙によってコンサートマスターに採用されたものもいる。
1990年代まではオーストリア（ドイツ）人または旧ハプスブルク帝国支配地域出身の男性にほぼ限定されており、女性団体などから社会的に批判されることもしばしばだった。しかし、1997年に女性ハープ奏者アンナ・レルケス（1971年に国立歌劇場管弦楽団に入団、1974年からはウィーン・フィルの勤務組合に所属しており、フィルハーモニー協会への入会は認められなかったものの、正団員と同様の報酬を受けていた）を採用したのを皮切りに、女性楽員が徐々に増加している。

## 歴史

### ウィーン・フィルハーモニーの誕生

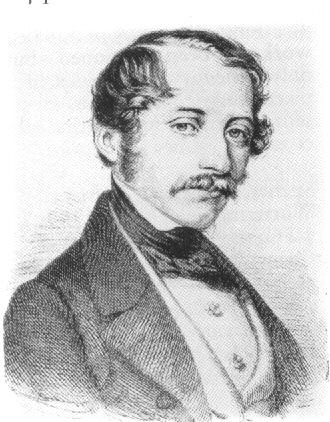
オットー・ニコライ

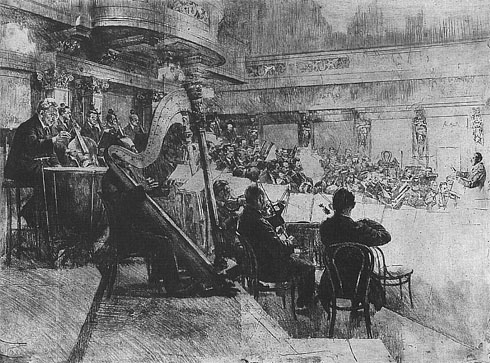
ワインガルトナー指揮によるリハーサルの様子。フェルディナント・シュムツァーによるエングレービング (1926)

帝国王立宮廷歌劇場（後のウィーン国立歌劇場）のオーケストラとして、1842年3月28日にレドゥーテンザールにて行われた「大コンサート」もってウィーン・フィルの誕生とする。帝国王立宮廷歌劇場の楽長で作曲家でもあったオットー・ニコライが指揮した。
1847年にニコライがウィーンを去ってしばらく活動は停滞したが、1860年にカール・エッケルトが宮廷歌劇場の監督に就任し、1860年1月15日にケルントナートーア劇場にて定期演奏会を指揮し、以来現在まで演奏会が継続している。1870年には楽友協会大ホールが完成し、1870/1871年のシーズンから本拠地となった。1875年から1882年にかけて、ウィーン・フィルのホルン奏者の出身である高名な指揮者ハンス・リヒターを定期演奏会の指揮者（首席指揮者）として迎え、リヒターを中心とした家長的な温かい雰囲気の中でオーケストラは大きな発展を遂げた（『ウィーン・フィルハーモニーの黄金時代』と呼ばれる）。
リヒターはブラームスの交響曲第2番、第3番、ブルックナーの交響曲第8番をウィーン・フィルハーモニーで初演している。リヒターの後任としてグスタフ・マーラーが首席指揮者に就く（1898年 - 1901年）と、その妥協を許さない狂熱的かつ革新的な姿勢で楽員としばしば衝突し、マーラーに反対したリヒター時代からの古参楽員は引退に追い込まれ、若い優秀な楽員への大幅な入れ替えがあった。定期演奏会でのマーラーのプログラムはモーツァルトやベートーヴェンが主で、ベルリオーズの『幻想交響曲』やドヴォルザークの交響詩（『英雄の歌』初演）等も採りあげていたが、自作は採りあげなかった。1900年のパリ万国博覧会でも、マーラーの指揮のもと演奏を行った。これがウィーン・フィル初の国外公演でもあった。
オーケストラとの関係悪化によりマーラーが退任した後、コンサートマスターで作曲家でもあったヨーゼフ・ヘルメスベルガー2世が首席指揮者に就任する（1901年 - 1903年）が、長くは続かなかった。その後数年間客演指揮者制となり、世界的に声望のある指揮者陣、フェリックス・モットル、エルンスト・フォン・シューフ、アルトゥール・ニキシュ、カール・ムック、リヒャルト・シュトラウス、若き日のブルーノ・ワルターなどが定期演奏会の指揮台に立った。1908年にフェリックス・ワインガルトナーが宮廷歌劇場の総監督に就任すると同時にウィーン・フィルの首席指揮者として迎えられ、以後19年間（1908年 - 1927年）にわたって輝かしい芸術的成果を上げる。
同年にウィーン・フィルは公式に認可される協会組織となり、名称も新たに"Wiener Philharmoniker"となった。1918年ハプスブルク帝国が崩壊するとパトロンを失い、宮廷楽団から脱皮し、労働者のためのコンサート、舞踏会主催、SPレコード録音などの収益拡大した。1922年夏にはワインガルトナーの指揮で初めて南アメリカへ演奏旅行を行い大成功を収めた。またザルツブルク音楽祭（ウィーン・フィルと同じく1842年に創設）においてオペラとコンサートの両面で活躍し、音楽祭の中心的な存在となる。このザルツブルクでの活動は国立歌劇場総監督のフランツ・シャルクとブルーノ・ワルターの貢献に拠るところが大きい。
ワインガルトナーの後任の首席指揮者としては、ベルリン・フィルハーモニー管弦楽団、ライプツィヒ・ゲヴァントハウス管弦楽団の指揮者も兼任していたヴィルヘルム・フルトヴェングラーが就任する（1927年 - 1930年）が、ベルリンでの活動に専念するため数年で退任。国立歌劇場総監督に就任したクレメンス・クラウスを首席指揮者に迎えた（1930年 - 1933年）が、クラウスが失脚してウィーンを去った後はかつて1903年〜1908年に行ったように、楽員の投票によって定期演奏会の指揮者を招聘する客演指揮者制となった。当時、折からの世界恐慌で演奏会の切符の売り上げが極度に落ち込み、楽員の内輪で切符を売りさばかなければならないほどだったが、客演指揮者制に移行してアルトゥーロ・トスカニーニ、ブルーノ・ワルター、ハンス・クナッパーツブッシュ、オットー・クレンペラー、カール・シューリヒト、ヴィクトル・デ・サバタなど多彩な大指揮者たちが定期演奏会に登場することによって、そうした事態も解消された。

### 第二次世界大戦期および戦後
ナチス・ドイツによる1938年のオーストリア併合は、ウィーン・フィルの栄光の歴史に暗い影を投げかけた。ナチスによりウィーン・フィルハーモニー協会に解散命令が下ったのである。フルトヴェングラーらの奔走により解散自体は免れたが、その後は組織改編を断行せざるを得ず、ナチス党員である楽員が幹部に就任した。そして一部のユダヤ人の配偶者を持つ楽員や「半ユダヤ人」の楽員は残留を許されたものの、多数のユダヤ系楽員が退団に追い込まれるという大きな痛手を負った。ユダヤ系楽員のうちコンサートマスターのアルノルト・ロゼーなどのように大部分はイギリスやアメリカなどに逃れたが、やはりコンサートマスターのユリウス・シュトヴェルトカを含む6人は強制収容所に送られ、そこで亡くなった。また、父がユダヤ人であるブルーノ・ワルター、妻がユダヤ系のエーリヒ・クライバー、ナチズムを含むファシズムに反対の立場を明確にしていたアルトゥーロ・トスカニーニなどは皆アメリカ大陸へ逃れてしまい、これらの大指揮者による演奏は不可能になってしまった。そのためフルトヴェングラーや国立歌劇場総監督のカール・ベームらによってウィーン・フィルの活動が続けられた。
その一方で、後にコンサートマスターに就任したヴォルフガング・シュナイダーハン、ワルター・バリリ、ヴィリー・ボスコフスキーといった若い有能な奏者も入団した。
演奏活動の面でもナチスのプロパガンダに大いに利用され、ドイツやオーストリアの各地の軍需工場などで多くの慰労演奏会を行った。1945年4月、第二次世界大戦におけるナチスの敗北が目前に迫ると、ソ連軍がナチスを敗走に追い込みつつ、ウィーンの目前に迫った4月2日に、ウィーン・フィルはクレメンス・クラウスの指揮により戦中最後の演奏会を行った（曲目はブラームスの「ドイツ・レクイエム」）。演奏会終了後、フルトヴェングラーがかつて残した助言に従い、ムジークフェラインザールを護衛するという名目で「ウィーン・フィルハーモニー国防団」を結成し、楽員のほぼ全員が空襲の激しいウィーン市街に残留した（一部のナチス党員であった楽員はリンツなどへ逃亡した）。彼らはブルク劇場や消防署などの地下通路で生活し、ソ連軍が進攻するまでの時間を過ごした。ソ連軍によるウィーン進駐後は、コンサートマスターでロシア語の堪能なフリッツ・セドラックを楽団長として、オーストリア新政府やソ連軍と交渉しつつ、ウィーンにおける文化活動の再開、すなわち演奏会の再開に向けて始動した。オーストリア独立宣言の日（4月27日）に、やはりウィーンに残留していたクレメンス・クラウスの指揮の下、コンツェルトハウス大ホールにて解放記念コンサートを催した（曲目はベートーヴェンの「レオノーレ」序曲第3番、シューベルトの交響曲「未完成」、チャイコフスキーの交響曲第5番）。
しかし、戦後処理としてナチス党員の楽員の半分以上は退団となり、また本業のオペラの本拠地である国立歌劇場は空襲で焼けてしまい（1955年に再建されるまではフォルクスオーパーやアン・デア・ウィーン劇場を仮小屋とした）、フルトヴェングラーやクレメンス・クラウス、ハンス・クナッパーツブッシュ、カール・ベームなどの重要な指揮者たちはナチス協力疑惑のため連合国軍により数年間指揮活動を停止させられたことにより、ウィーン・フィルの活動は困難を極めた。
ユダヤ系指揮者ヨーゼフ・クリップスなどの尽力により、徐々にそのペースを回復し、大指揮者たちがウィーンに再び戻ってきた1940年代の終わりから往年の栄光と輝きを取り戻した。諸外国への演奏旅行も再開された。1947年にはエディンバラ音楽祭に出演（指揮は1938年以降共演が途絶えていたブルーノ・ワルター）、1956年には初来日した。中編成の規模で指揮者は作曲家のパウル・ヒンデミット、東京宝塚劇場での公演であった。同年11月にはカール・シューリヒト、アンドレ・クリュイタンス（急逝したエーリヒ・クライバーの代役）の同行でアメリカへの楽旅が実現し、大きな成功を収めた。1997年2月より、それまで長らく受け取ってきたオーストリア政府からの補助金を受け取らないことを決定している。2005年にはWHOの親善大使に任命されている。

## 歴代コンサートマスター

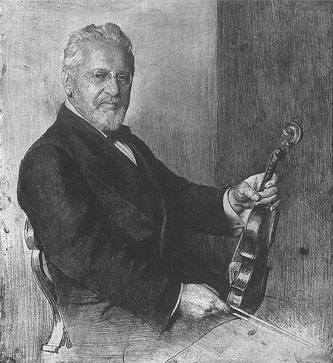
アルノルト・ロゼ(1922年)

- ゲオルク・ヘルメスベルガー1世（1842 - 1867）
- ヨーゼフ・ヘルメスベルガー1世（1863 - 1877）
- ヤコブ・グリュン（1868 - 1897）
- ヨーゼフ・ヘルメスベルガー2世（1875 - 1907）
- アルノルト・ロゼー（1881 - 1938）
  - ＊首席コンサートマスター： - 1938
- カール・プリル（1897 - 1925）
- ユリウス・シュトヴェルトカ（1902 - 1936）
- フランツ・マイレッカー（1921 - 1945）
- リカルド・オドノポソフ（1935 - 1938）
- ヴォルフガング・シュナイダーハン（1938 - 1949）
  - ＊首席コンサートマスター：1945 - 1949
- ヴィリー・ボスコフスキー（1939 – 1970）
  - ＊首席コンサートマスター：1949 – 1970
- ヴァルター・バリリ（1939 - 1972）
- フリッツ・セドラック（1945 - 1965）
- ヴァルター・ヴェラー（1965 - 1969）
- ヨーゼフ・シヴォー（1965 - 1972）
- ゲルハルト・ヘッツェル（1969 – 1992）
  - ＊首席コンサートマスター：1972 - 1992
- ライナー・キュッヒル（1971 - 2016）
  - ＊首席コンサートマスター：1992 - 2016
- エーリヒ・ビンダー（1974 - 1992）
- ヴェルナー・ヒンク（1974 - 2008）
- ライナー・ホーネック（1992 - ）
  - ＊首席コンサートマスター：2016 -
- ダニエル・ゲーデ（1997 - 2000）
- フォルクハルト・シュトイデ（Volkhard Steude, 2000 - ）
- アルベナ・ダナイローヴァ（Albena Danailova, 2008 - ）

## 指揮者たち
現在までにウィーン・フィルの指揮台に登場した主な指揮者は、以下の通りである。

### 首席指揮者
- カール・エッケルト 1860年
- フェリックス・オットー・デッソフ 1860年-1875年
- ハンス・リヒター 1875年-1882年
- ヴィルヘルム・ヤーン 1882年-1883年
- ハンス・リヒター 1883年-1898年
- グスタフ・マーラー 1898年-1901年
- ヨーゼフ・ヘルメスベルガー2世 1901年-1903年
- 1903年から1908年は首席指揮者不在（客演指揮者のみ）
- フェリックス・ワインガルトナー 1908年-1927年
- ヴィルヘルム・フルトヴェングラー 1927年-1930年
- クレメンス・クラウス 1930年-1933年
- 1933年以降は首席指揮者を置かないことに決定。

### 実質的な首席指揮者
- オットー・ニコライ 1842年-1847年
- カール・エッケルト 1854年-1857年
- ヴィルヘルム・フルトヴェングラー 1947年-1954年
- カール・ベーム 1955年-1981年

第二ヴァイオリン首席で、楽団長も務めたオットー・シュトラッサーの著述（『栄光のウィーン・フィル―前楽団長が綴る半世紀の歴史』）によれば、定期公演の中でも重要なオットー・ニコライ記念コンサートをほぼ毎年指揮していたフルトヴェングラーやベームを実質的な首席指揮者と見なしている。また実際に戦後の定期公演の指揮回数は、カール・ベームが57回と最多である（フルトヴェングラーが22回、カラヤンは18回）。

### 名誉指揮者
「名誉指揮者」の称号は、1967年のウィーン・フィル創立125周年を記念し、当時「オーストリア（共和国）音楽総監督」であり実質的な首席指揮者であったカール・ベームのために創設された。ベームの死後にカラヤンにも贈られた。
- カール・ベーム 1967年
- ヘルベルト・フォン・カラヤン 1983年（公式発表は1988年）

### 名誉団員
- レナード・バーンスタイン
- リッカルド・ムーティ
- 小澤征爾
- マリス・ヤンソンス
- ジョルジュ・プレートル
- ベルナルト・ハイティンク[10]
- ヘルベルト・ブロムシュテット[11]

## コンサート

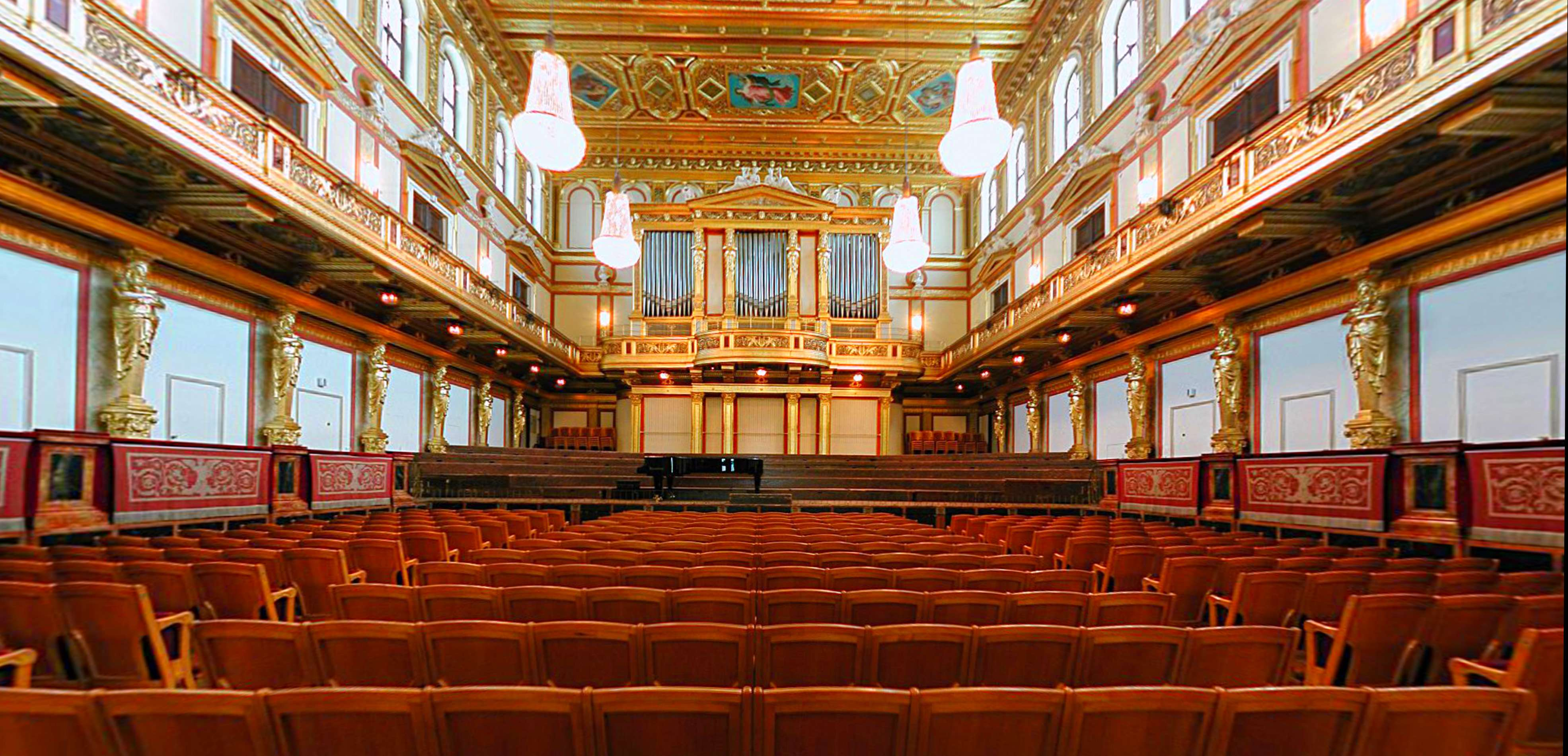
大ホール

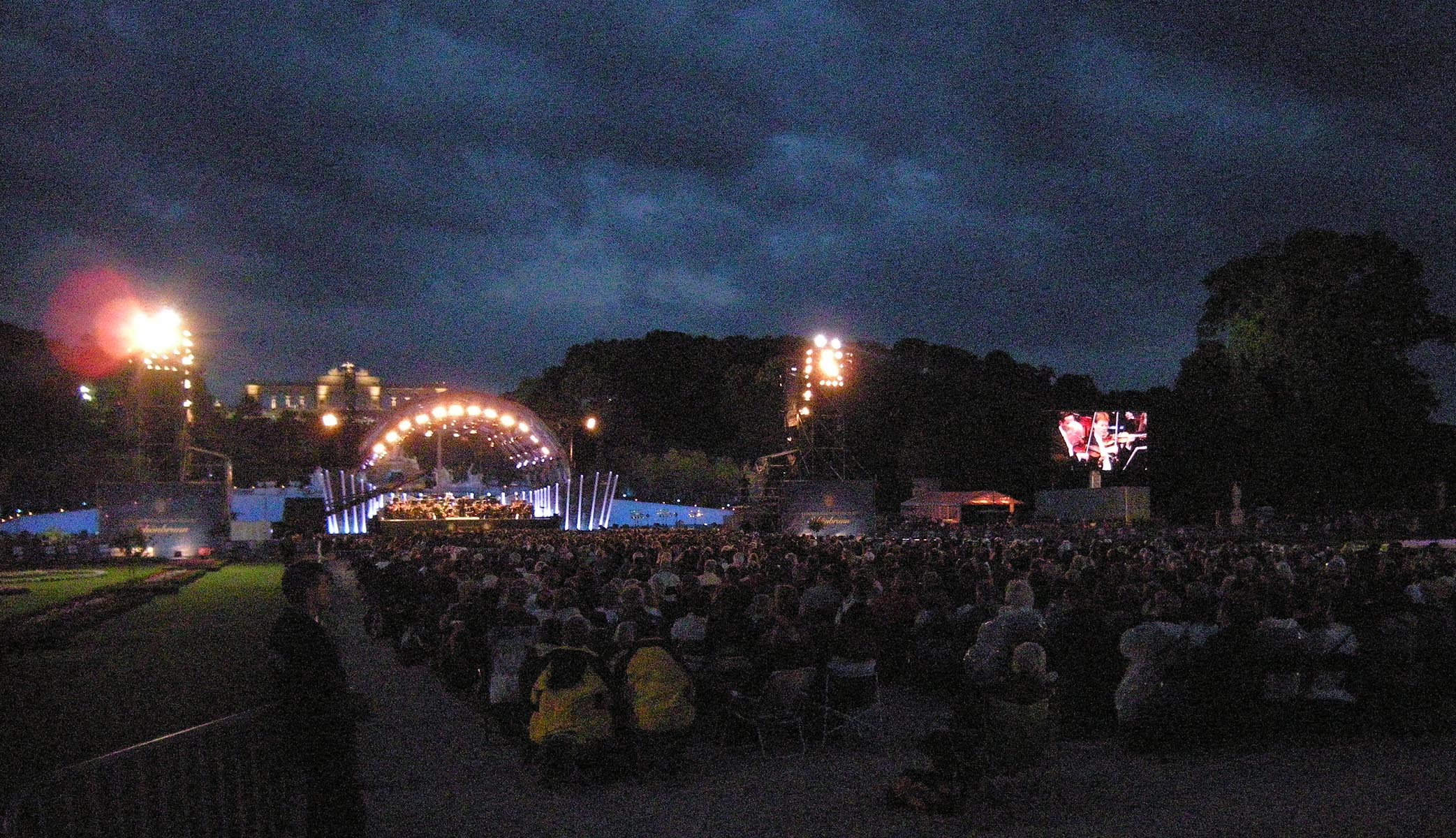
シェーンブルンの屋外コンサート

年間オーケストラに120日、オペラに300日の練習・公演をするので、楽団員の1日のスケジュールは昼間に国立歌劇場でのオペラのリハーサルと楽友協会でのオーケストラのリハーサルし、夜オペラの本番とハードであり、クオリティーの保持も求められる。ニューイヤーコンサートのメンバーとオペラのメンバーは1年交替である。
定期演奏会
定期演奏会をウィーン楽友協会大ホール（ムジークフェラインザール）で行う。定期演奏会は9月〜6月にかけて毎月一回程度・日曜日午前11時開始・1プログラム1回・年10回である。公開ゲネラルプローベ（総練習、ゲネプロ）と称してもう1回の公演も行われ、定期演奏会の前日の土曜日午後3時30分開始となっている。夜はオペラ公演を行うため、ウィーン・フィルの定期演奏会と公開ゲネプロは昼間に行われる。
ニューイヤーコンサート
クレメンス・クラウスが1939年から始めたニューイヤーコンサートは現在最も世界的に有名なクラシックのコンサートとなっている。このコンサートはシュトラウス家の曲を中心としたウィーンゆかりの曲目でプログラムされており、アンコール曲に必ず『美しく青きドナウ』と『ラデツキー行進曲』が演奏される。ニューイヤーコンサートのゲネプロ（ゲネラルプローベ/最終練習）はジルベスターコンサート（大晦日の演奏会）として行なわれている。
シェーンブルン宮殿夏の夜のコンサート
2004年から始まった新しい試み。毎年6月に入場無料の屋外コンサートをシェーンブルン宮殿に於いて催している。クラシック音楽からポピュラー音楽までのプログラムが組まれ、2010年にはジョン・ウィリアムズの「スター・ウォーズのテーマ」や「インペリアル・マーチ」のような作品も演奏されている。しかし必ずヨハン・シュトラウス2世の「ウィーン気質」を演奏して締めることになっている。
そのほかに特別演奏会として、ムジークフェラインザールやウィーン・コンツェルトハウスで演奏会を行っている。また、ザルツブルク音楽祭やウィーン芸術週間（Wiener Festwochen）でのメインイベントとして演奏会が行われている。さらには、ニューヨークと東京およびケルンで毎年行われている「ウィーン・フィル・ウィーク」そしてユーロ・チクルス(ロンドンとパリでの各2回から3回のコンサート)がある。ウィーン少年合唱団の毎週日曜日のミサでは伴奏も行う。

## レコーディング
ウィーン・フィルの最初期のレコーディング（1924年の機械吹き込み）には「美しく青きドナウ」「ウィーン気質」「天体の音楽」「うわごと」などワルツの曲が選ばれている（指揮はヴァイオリン奏者であったヨーゼフ・クライン）。また、作曲家であるフランツ・レハールやリヒャルト・シュトラウスの自作自演の録音も存在する。近現代の音楽、戦後数年ぐらいまでは楽員が近現代の作品を演奏することに対してあからさまに拒絶反応を示すことがよくあったという（レコードプロデューサーのジョン・カルショーは「1910年以降作曲された作品に関して演奏することを極端に嫌がるオーケストラ」と評している）。「春の祭典」の大マニアでレコードコレクターであった英文学者の鍵谷幸信は、それでも「（この曲を演奏する上での）欠点と呼ぶには美しすぎる」と書いている。マーラーの弟子であったワルターや、マーラーの交響曲を得意としたバーンスタインが数多く取り上げるようになってから、マーラーはウィーン・フィルの主要レパートリーの一つとなった。近年では新ウィーン楽派や、ハンガリー出身でウィーン在住だったリゲティなども、ブーレーズらと頻繁に取り上げるようになった。

## メンバーの活動
創立以来ウィーン・フィルのメンバーを中心として結成された室内楽グループは弦楽器、管楽器共に数多い。著名な団体を下記に列挙する。
- ヘルメスベルガー弦楽四重奏団（コンサートマスターのヨーゼフ・ヘルメスベルガー1世および2世が主宰）
- グリュン弦楽四重奏団（コンサートマスターのヤコブ・グリュンが主宰）
- ロゼー弦楽四重奏団（コンサートマスターのアルノルト・ロゼーが主宰）
- プリル弦楽四重奏団（コンサートマスターのカール・プリルが主宰）
- マイレッカー＝ブックスバウム弦楽四重奏団（コンサートマスターのフランツ・マイレッカー、首席チェロ奏者のフリードリッヒ・ブックスバウムが主宰）
- セドラック＝ヴィンクラー弦楽四重奏団（コンサートマスターのフリッツ・セドラックが主宰）
- ウィーン・フィルハーモニア弦楽四重奏団（第1ヴァイオリン首席奏者のフランツ・サモヒルが主宰）
- シュナイダーハン弦楽四重奏団（コンサートマスターのヴォルフガング・シュナイダーハンが主宰）
- ウィーン・コンツェルトハウス弦楽四重奏団（第1ヴァイオリン奏者のアントン・カンパーが主宰）
- バリリ弦楽四重奏団（コンサートマスターのヴァルター・バリリが主宰）
- ウィーン・フィルハーモニー弦楽四重奏団（コンサートマスターのヴィリー・ボスコフスキーが主宰）
- ヴェラー弦楽四重奏団（コンサートマスターのヴァルター・ヴェラーが主宰）
- ウィーン・フィルハーモニー五重奏団（第1ヴァイオリン首席奏者のヴォルフガンク・ポドゥシュカが主宰）
- ウィーン弦楽四重奏団（コンサートマスターのヴェルナー・ヒンクが主宰）
- ウィーン室内合奏団（コンサートマスターのゲルハルト・ヘッツェルが主宰）
- キュッヒル四重奏団（ウィーン・ムジークフェライン弦楽四重奏団）（コンサートマスターのライナー・キュッヒルが主宰）
- ザイフェルト弦楽四重奏団（第1ヴァイオリン奏者のギュンター・ザイフェルトが主宰）
- ウィーン・フィルハーモニア弦楽三重奏団（第2ヴァイオリン首席奏者のペーター・ヴェヒターが主宰）
- ウィーン・フィルハーモニア弦楽五重奏団（第2ヴァイオリン首席奏者のペーター・ヴェヒターが主宰）
- シュトイデ弦楽四重奏団（コンサートマスターのフォルクハルト・シュトイデが主宰）
- ウィーン・フィルハーモニー管楽アンサンブル
- ウィーン八重奏団（コンサートマスターのヴィリー・ボスコフスキーが主宰。後にアントン・フィーツ（チューリッヒ・トーンハレ管弦楽団のコンサートマスター）に交代）
- 新ウィーン八重奏団（コンサートマスターのエーリヒ・ビンダーが主宰。後にコンサートマスターのヴェルナー・ヒンクに交代し、ウィーン八重奏団となる（下記））
- ウィーン八重奏団（コンサートマスターのヴェルナー・ヒンクが主宰。新ウィーン八重奏団（上記）の後身）
- ウィーン・リング・アンサンブル（コンサートマスターのライナー・キュッヒルが主宰）
- ウィーン・ヴィルトゥオーゼン（首席クラリネット奏者のエルンスト・オッテンザマーが主宰）
- シャントル四重奏団（第1ホルン奏者のヨーゼフ・シャントルが主宰するホルン四重奏団）
- シュティーグラー四重奏団（第1ホルン奏者のカール・シュティーグラーが主宰するホルン四重奏団）
- フライベルク・ホルン五重奏団（第1ホルン奏者のゴットフリート・フォン・フライベルクが主宰するホルン五重奏団）
- ウィーン管楽ゾリステン
- ウィーン弦楽ゾリステン
- アンサンブル・ウィーン（第1ヴァイオリン奏者のパウル・グッゲンベルガーが主宰。グッゲンベルガーの死去後、コンサートマスターのライナー・ホーネックが主宰。現在はコンサートマスターのアルベナ・ダナイローヴァが主宰）
- シュピラー・シュランメルン（第2ヴァイオリン奏者のアルフレート・シュピラーが主宰するシュランメル音楽アンサンブル）
- フィルハーモニア・シュランメルン・ウィーン（第2ヴァイオリン奏者のアルフォンス・エガーが主宰するシュランメル音楽アンサンブル。後に第1ヴァイオリン奏者のマルティン・クービクが主宰）
- コルソ・ウィーン（第2ヴァイオリン奏者のアルフォンス・エガーが音楽監督）
- ウィーン・ホフムジークカペレ（リッカルド・ムーティが音楽監督）